# 272 Antonija
272 Antonija (mednarodno ime 272 Antonia) je asteroid tipa X (po SMASS) v glavnem asteroidnem pasu. 

## Odkritje
Asteroid je odkril francoski astronom Auguste Honoré Charlois ( 1864 – 1910) 4. februarja 1888 v Nici.. 

## Lastnosti
Asteroid Antonija obkroži Sonce v 4,63 letih. Njegova tirnica ima izsrednost 0,031, nagnjena pa je za 4,443° proti ekliptiki. Njegov premer je 25,35 km .